# Studio e.go!
Studio e.go!（スタジオ・エゴ）は、株式会社スタジオ・エゴ（本社・大阪市）によるアダルトゲームのブランド。
かつてTGLで『ファーランドストーリー』の製作に関わった山本和枝らが独立して出来たブランドである。発足当初はロールプレイングゲームが中心だったが、現在は一般的なアドベンチャーゲームも多く手がける。
全作品の原画を山本和枝が担当しているが、その絵柄がこのブランド最大の特徴と言える。
2009年3月17日、山本和枝が株式会社スタジオ・エゴの代表取締役を辞任し、「でぼの巣製作所」を立ち上げる。また、スタッフのほとんどが一斉退社した。
その後、会社は存続し、Studio egoブランド自体の動きも止まったままだった。
しかし、2014年8月にでぼの巣製作所が著作権を取得した（過去製品自体の著作ではなく、資産として有しているコンテンツ並びにその組成物の著作・肖像権。詳しい説明はでぼの巣製作所内の説明サイトにて）。それに伴い、サポートページとダウンロード販売のページを主体とした新しいStudio egoのホームページが開設された。

## 作品一覧
- 1998年5月22日 - キャッスルファンタジア
- 1998年11月20日 - キャッスルファンタジア〜聖魔大戦〜
- 1999年5月28日 - ピュティア
- 1999年7月30日 - メンアットワーク!
- 1999年12月17日 - 紅涙
- 2000年4月21日 - キャッスルファンタジア〜エレンシア戦記〜
- 2000年7月14日 - TWIN WAY 〜一瞬の時の中で〜
- 2000年11月14日 - メンアットワーク!2 〜ハンターアカデミーへようこそ〜
- 2000年12月22日 - キャッスルファンタジア〜聖魔大戦〜リニューアル
- 2001年4月20日 - 蒼ざめた月の光
- 2001年7月27日 - マイ・フェア・エンジェル
- 2001年12月21日 - IZUMO
- 2002年4月19日 - 雪のとける頃に…
- 2002年7月28日 - エーベンブルグの風
- 2002年10月25日 - てんあく
- 2002年12月27日 - メンアットワーク!3 〜ハンター達の青春〜
- 2003年6月20日 - 夏神楽
- 2003年7月25日 - キャッスルファンタジア〜エレンシア戦記〜リニューアル
- 2003年10月24日 - がくパラ!! [2]
- 2003年12月26日 - VAGRANTS
- 2004年4月23日 - 魔王の娘たち
- 2004年7月30日 - IZUMO2
- 2004年11月26日 - 風の継承者
- 2004年12月24日 - ひとがたルイン
- 2005年4月28日 - 鬼神楽
- 2005年9月22日 - IZUMO零
- 2005年10月28日 - Twin Way 〜今を抱きしめて〜
- 2005年12月22日 - でぼの巣箱
- 2006年4月28日 - IZUMO2 -学園狂想曲-
- 2006年9月1日 - メンアットワーク!4 〜ハンター達よ 永遠に〜
- 2006年10月27日 - み・こ・こ・ん -巫女婚-
- 2006年11月24日 - おかえしび〜すと!!
- 2006年12月22日 - あおぞらマジカ!!
- 2007年4月20日 - とらぶるDAYS
- 2007年7月27日 - IZUMO3
- 2007年10月26日 - エクスヴァイン
- 2007年12月21日 - 月神楽
- 2008年3月28日 - りとる・ピースvol.1
- 2008年5月30日 - りとる・ピースvol.2
- 2008年7月25日 - エターナル・キングダム〜滅びの魔女と伝説の剣〜
- 2008年10月31日 - 淫辱の性姫 〜快姦ニ堕チタ姫〜
- 2009年1月23日 - トキノ戦華
- 2014年9月19日 - キャッスルファンタジア アリハト戦記
- 2014年11月21日 - 天神楽
- 2015年7月24日 - IZUMO スペシャルパック
- 2015年10月30日 - 神楽箱スペシャル Studio e・go!版（「夏神楽」「鬼神楽」「月神楽」「天神楽」セット版）
- 2015年12月25日 - IZUMO4
- 2016年12月22日 - 廻るセカイで永遠なるチカイを!
- 2017年4月28日 - 廻るセカイで永遠なるチカイを! -巡り来る春-

## 山本和枝以外の主な元スタッフ
- プログラム
  - 「あ」の人（ディレクターも兼業）…現在は「でぼの巣製作所」に移籍。
- シナリオ
  - 寺岡健治
  - 西出明久
  - 石川洋一
  - 高橋直樹（外注）
  - 相沢琉羽
- グラフィック
  - たかをか
- 音楽
  - ぴょんも
  - Angel Note（外注）
- 歌手
  - CANDY

## 山本和枝・主なスタッフの一斉退社とその影響
前述のように2009年3月17日、山本和枝が代表取締役を辞任したほか、山本の個人サイトに書かれた日記によると「現在のスタッフも一人のこらず辞めます。」とのことであるため、上記載に書かれた主なスタッフ名はそれ以前のものである。
元々、Studio ego!はアグリーグループ傘下であった。そのアグリーグループから脱退・スタッフの一斉退社と見られる。
2009年3月30日に、別途、山本ら退社スタッフにより株式会社「でぼの巣製作所」を立ち上げている。一方で2009年3月16日のego10周年スペシャルの入稿の翌日に、退社の正式発表している。その他のスタッフの動向は不明だが、「でぼの巣製作所」の公式ブログにおいてStudio ego!でディレクターを務めた「「あ」の人」も同社に移籍したことが明らかになった。その前の2008年の冬コミ後にegoの通販が、アグリーグループの通販「ぺんしるパレット」から突然「ホビボックス」に変更となっている 。それに伴い、「ぺんしるパレット」サイトでは、ego製品関連グッズが一斉に販売終了になり姿を消し、未定のキャッスルファンタジアは、著作を山本でなくStudio egoが持っているため、他作品（神楽・IZUMOなど）を含め、続編は新ブランドでは出ない可能性が高くなっている。しかしながら、「でぼの巣製作所」の新作タイトルが「神楽道中記」であると共に、山本和枝個人ブログ「でぼの巣」で「神楽キャラ」という言い回しをされていた事からもわかるように「神楽シリーズ」は続編化されている。また、egoの顔キャラの「でぼすずめ」も、新ブランドで使用されている。具体的な人物名こそ明言されていないが、でぼの巣「紅神楽」作中で、Studio ego「鬼神楽」の登場人物に関する言及があるなど、世界観の繋がりも見られている。
また、ブランド解散の危機により、現在発売されているゲームに関して、ネット認証やそのサポートがどうなるかが問題点となる。2011年8月の頃にはオフィシャルサイトへのアクセスが不通となり、続いてネット認証サーバの更新も行なわれなかったため、約3年の間は新規の認証が不可能になっていたが、2014年8月にでぼの巣製作所が過去作の権利の一部を取得したことで、サーバ認証を復活させた。
2015年7月以降は新サイトで、IZUMO スペシャルパック・神楽箱スペシャル・「IZUMO4」を発売している。2016年12月22日には新サイトにおいて完全新作である「廻るセカイで永遠なるチカイを!」が発売された。

## BlueImpact
BlueImpact（ブルーインパクト）は、株式会社スタジオ・エゴ内にある、ボーイズラブゲームブランド。
BL系ブランドとして、全ての作品の原画や企画は、「Studio e.go!」同様で山本和枝が担当している。
作品は「Angel's Feather」が主であるが2006年4月現在、White Shadowというゲームも開発中である。当初はStudio e.go!の美少女ゲームサブブランドとして2001年に「わーきんぐDAYS」を発売していた。

### 作品一覧
- わーきんぐDAYS

以降、ボーイズラブゲームに移行
- Angel's Feather
- Angel's Feather -琥珀の瞳-
- AF 温泉モノ（発売日・価格未定）
- White Shadow（発売日・価格未定）

「Angel's Feather」と「Angel's Feather -琥珀の瞳-」はPlayStation 2版も発売されている。
「Angel's Feather -琥珀の瞳-」は、PS2版では「Angel's Feather -黒の残影-」として発売されている。

## 備考
- 現在Amazon.co.jp等一部ゲームソフトの取り扱いの無い販売店がある（2002年発売の作品まではAmazon.co.jpでも取り扱いがあった）。
- 2001年10月に発売された「わーきんぐDAYS」は、Blueimpactのブランドで発売していたが、発売後同ブランドの方針が変わったため、ゲーム情報などはStudio e.go!本体のホームページに移行された。